# British Aerospace Sea Harrier
Cet article court présente un sujet plus développé dans : Hawker Siddeley Harrier.
Le British Aerospace Sea Harrier est un avion à décollage court et à atterrissage vertical (STOVL) et à décollage et atterrissage verticaux (VTOL), de reconnaissance et d'attaque. Il est le deuxième membre développé de la famille des Harrier. Il est entré en service dans la Royal Navy en avril 1980 sous le nom de Sea Harrier FRS1 et est devenu officieusement connu sous le nom de « Shar ». Inhabituel à une époque où la plupart des chasseurs de supériorité aérienne navale et terrestre sont grands et supersoniques, le rôle principal du Sea Harrier subsonique est de fournir une défense aérienne aux groupes de la Royal Navy centrés autour des porte-avions.
Le Sea Harrier sert dans la guerre des Malouines et la guerre de Bosnie-Herzégovine, opérant principalement à partir de porte-avions positionnés dans la zone de conflit. Son utilisation dans la guerre des Malouines est son plus haut fait et un succès important car il est le seul chasseur à voilure fixe disponible pour protéger la Force opérationnelle britannique. Les Sea Harriers abattent 20 avions ennemis pendant le conflit et deux sont perdus par des tirs ennemis. Ils sont également utilisés pour lancer des attaques au sol de la même manière que les Harriers exploités par la Royal Air Force (RAF).
Le Sea Harrier est commercialisé à l'étranger, mais en 1983, l'Inde est le seul opérateur autre que le Royaume-Uni après l'échec des ventes en Argentine et en Australie. Une seconde version mise à jour pour la Royal Navy est développée en 1993 sous le nom de Sea Harrier FA2, améliorant ses capacités air-air, sa compatibilité avec différents systèmes d'armes et doté d'un moteur plus puissant. Cette version est en fabrication jusqu'en 1998 puis l'avion est retiré du service par la Royal Navy en 2006. Le Sea Harrier reste en service pendant une décennie supplémentaire avec la marine indienne jusqu'à son retrait en 2016.